# Tristão Pio dos Santos
Tristão Pio dos Santos (Colônia do Sacramento, 1773 — Belém, 24 de fevereiro de 1841) foi um militar e político brasileiro.
Foi vice-almirante e Ministro do Negócios da Marinha. Foi presidente da província do Pará, de 4 de novembro de 1840 até seu falecimento.

## Biografia
Era filho de Pio Antonio dos Santos e de Maria Marciana de Sá. Cedo mudou-se para o Rio de Janeiro, onde foi batizado. Aí realiza os primeiros estudos, mudando-se mais tarde para Lisboa onde ingressa na Marinha em 17 de junho de 1791.
Em 1796 forma-se como Guarda-Marinha, sendo neste ano promovido a Segundo Tenente, embarcando no mês de dezembro na embarcação Princesa da Beira para cumprir seu estágio. Em 1808 foi um dos comandantes que atuaram na fuga da Família Real para o Brasil, pelo que foi agraciado com o posto de Capitão de Fragata por D. Pedro I, quando Príncipe Regente.
Casou-se em 1808 com a lisboeta Gertrudes Carlota das Astúrias, tendo seis filhos: Joaquim, Antônio, Maria, Gertrudes, Carlota e Tristão.
Durante a Guerra da Cisplatina comandou o Arsenal da Bahia. Em 1826 recebe a comenda da Ordem de Avis e no ano seguinte torna-se Inspetor do Arsenal da Marinha, na Corte. Reformou-se em 1832, como Vice-Almirante.
Na Regência do Padre Feijó é nomeado Ministro da Marinha, ocupando a pasta de 16 de maio de 1837 a 18 de setembro do mesmo ano. Sofrendo ataques por Bernardo Pereira de Vasconcelos, deste recebe a alcunha jocosa de Alegrão Ímpio dos Danos.
Quase septuagenário é nomeado Presidente da Província do Pará, onde toma posse a 4 de novembro de 1840. Adoece gravemente poucos dias após sua chegada, mas continua a trabalhar. Em sua gestão concebe e executa decreto de anistia aos remanescentes da Cabanagem. Falece a 24 de fevereiro de 1841, sendo enterrado na Igreja da Irmandade Militar.